# Escola Nausica
L'Escola Nausica és un centre educatiu que es troba al carrer de Muntaner, 309-313, al barri de Sant Gervasi-Galvany de Barcelona, en un edifici catalogat com a bé amb elements d'interès (categoria C).

## Història
La casa va ser projectada el 1923 per l'arquitecte Ferran Tarragó i Nogué (Barcelona, 1881- Tordera, 1963) per a Joan Freixas.
Des del 1969 allotja l'Escola Nausica, que el 2012 va rebre la Medalla d'Honor de Barcelona, coincidint amb el 70è aniversari de la seva fundació.

## Edifici
S'inspira en la masia catalana, amb espais amplis a la planta baixa per a la vida diària i social, centrats per l'escala i el vestíbul; al pis hi havia els dormitoris de la família, a les golfes, les dependències del servei, i al semisoterrani, el garatge i els serveis. La coberta és de teules, amb ràfec recolzat sobre mènsules, i una façana posterior amb porxo de columnes i terrassa amb balustres. A la façana que dona al pati hi destaca una tribuna semicircular, així com un rellotge de sol amb la data de 1924.
A l'interior, malgrat l'adaptació a l'escola, es mantenen gairebé tots els espais originals i les cornises motllurades de guix, fusteria i paviments.